# Denny Hamlin

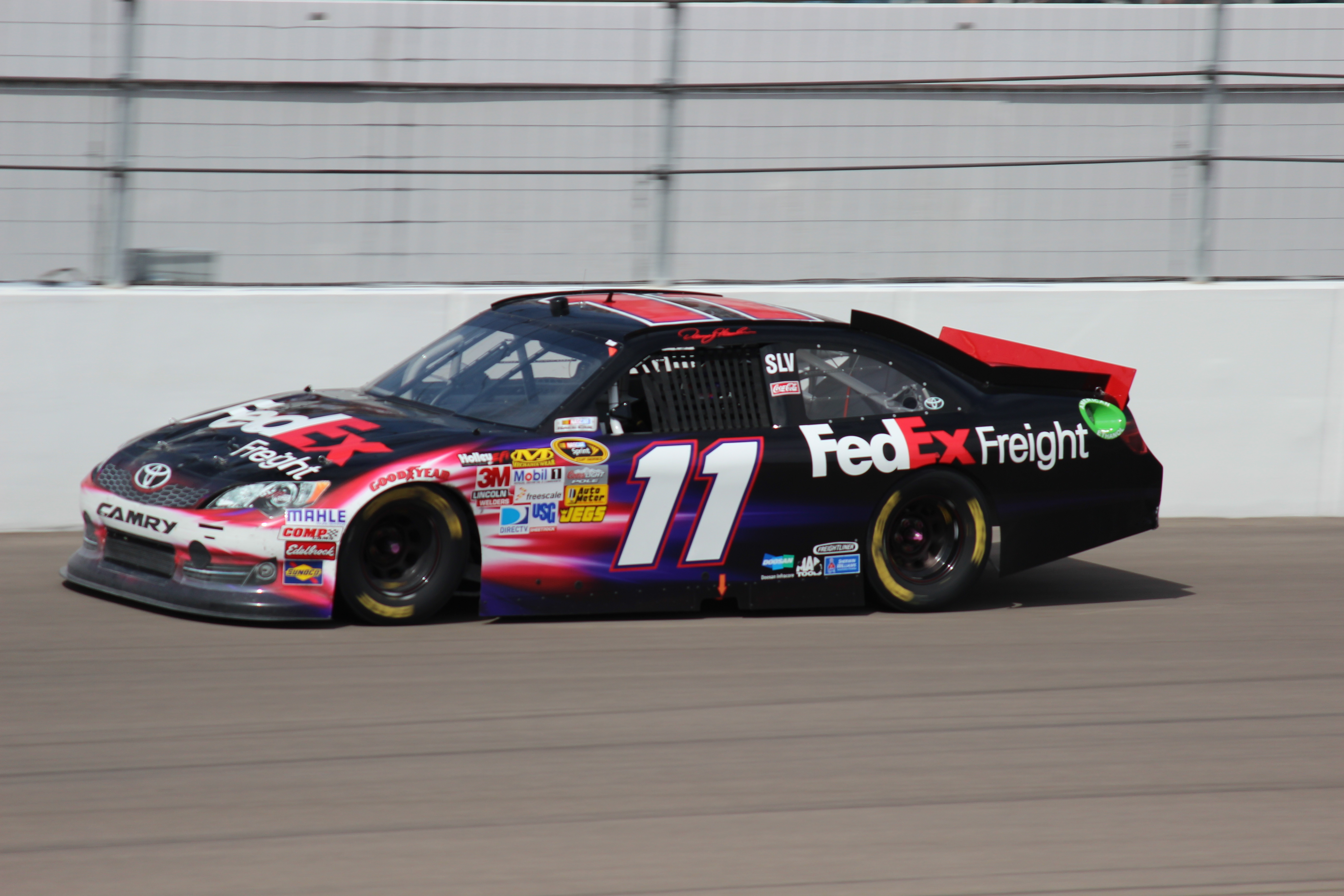
Toyota número 11 de Denny Hamlin en la fecha de Las Vegas de la Copa NASCAR 2012.

James Dennis Alan Hamlin, más conocido como Denny Hamlin (18 de noviembre de 1980, Tampa, Estados Unidos), es un piloto de automovilismo de velocidad especializado en stock cars. Desde 2005 compite en el equipo Joe Gibbs Racing de la NASCAR Cup Series para la marca japonesa Toyota. A noviembre de 2021 logró 46 triunfos, destacándose las 500 Millas de Daytona de 2016, 2019 y 2020 con 198 top 5. Desde 2006 hasta 2012, clasificó cada temporada a la Caza por la Copa, y tuvo como mejores resultados de campeonato el subcampeonato 2010, tres terceros puestos en 2006, 2014 y 2021, dos cuartos en 2019 y 2020, un quinto en 2009 y tres sextos en 2012, 2016 y 2017.

## Carrera deportiva
Hamlin se crio en el poblado de Chesterfield, estado de Virginia. Comenzó a competir en karting de tierra en el año 1988 a la edad de siete años, y en stock cars en 1997. En 2004, el piloto disputó cinco fechas de la NASCAR Truck Series, llegó tercero en una carrera de la ARCA, y finalizó octavo en su debut en la NASCAR Busch Series, en este último caso con un Chevrolet de Joe Gibbs.
En 2005, Hamlin disputó la temporada completa de la NASCAR Busch Series, nuevamente para el equipo Joe Gibbs. Logró un tercer lugar y 11 top 10 en 35 carreras, de modo que terminó cuarto en el campeonato. Asimismo, con 24 años de edad, debutó en la Copa NASCAR al disputar las últimas siete fechas para dicho equipo en sustitución de Jason Leffler. El virginiano marcó un séptimo, dos octavos y una pole position en dicho período.
Des este modo, Joe Gibbs lo fichó como titular del Chevrolet número 11 para 2006. Venció en el Shootout de Daytona, tras lo cual cosechó dos victorias en las carreras de Pocono, ocho top 5, 20 top 10 y tres pole positions. Así, finalizó tercero en el campeonato y fue nombrado Novato del Año 2006. Hamlin también disputó la NASCAR Busch Series en su totalidad para Joe Gibbs, donde finalizó cuarto con dos triunfos, 12 top 5 y 23 top 10.
Continuando como piloto de Joe Gibbs en la Copa NASCAR 2007, Hamlin logró una victoria, 12 top 5 y 18 top 10. Sin embargo, con apenas tres top 10 en las diez fechas de la Caza por la Copa, el piloto quedó 12º en el campeonato. En la NASCAR Busch Series, logró tres victorias y 11 top 5 en 22 carreras disputadas, quedando 13º en el clasificador final. El equipo de Joe Gibbs cambió los Chevrolet por los Toyota para la temporada 2008. Hamlin nuevamente sumó un triunfo, 12 top 5 y 18 top 10, pero una mejor actuación en la Caza por la Copa le significar terminar la temporada en octava posición. Por otra parte, el virginiano disputó 19 fechas de la renombrada NASCAR Nationwide Series, alternando entre los Toyota de los equipos Gibbs y Braun; obtuvo cuatro victorias y 10 top 5.
En la temporada 2009 de la Copa NASCAR, Hamlin consiguió cuatro triunfos, 15 top 5 y 20 top 10, que le permitieron terminar quinto en el campeonato. Su actividad en la Nationwide Series se redujo siete carreras, de las que no ganó ninguna. El piloto acumuló ocho victorias en las 36 carreras de la Copa NASCAR 2010, entre ellas una en las 500 Millas Sureñas de Darlington, más 14 top 5 y 18 top 10. Fue líder del campeonato en la antepenúltima y penúltima fecha, pero Jimmie Johnson lo superó en la fecha final rumbo al tetracampeonato, relegando al virginiano al subcampeonato. También disputó cuatro fechas de la Nationwide Series para Gibbs, resultando primero y segundo en dos de ellas.
Hamlin tuvo su peor actuación en la Copa NASCAR en 2011 en cuanto a resultados individuales, al lograr una victoria, 5 top 5 y 14 top 10. No obstante, clasificó a la Caza por la Copa por sexto año consecutivo, y con cuatro top 10 en la Caza por la Copa, rescató una novena colocación en el campeonato. Por otra parte, ganó una carrera en la Nationwide, quedó segundo en dos y terminó entre los diez primeras e las dos restantes. También consiguió una victoria y un segundo puesto en la NASCAR Truck Series, donde había participado en una o dos pruebas desde 2006 sin haber logrado dichos resultados.
En la Copa NASCAR 2012, Hamlin logró cinco victorias y 14 top 5 para Gibbs, pero solamente 17 top 10, de modo que terminó el año en el sexto lugar. En sus 12 participaciones en la Nationwide Series, acumuló ocho top 5 pero ninguna victoria. El piloto largó dos carreras de la Truck Series, obteniendo un triunfo y un quinto puesto.
El piloto obtuvo una victoria y cinco pole positions en la Copa NASCAR 2013, pero apenas cuatro top 5 y ocho top 10. Sumado a doce abandonos y cuatro ausencias por lesión, quedó muy lejos de entrar a la Caza por la Copa, y resultó 23º en el campeonato.
En su décima temporada con el equipo Gibbs, Hamlin ganó las 500 Millas de Alabama y tuvo buenos resultados en la Caza por la Copa NASCAR, por lo que alcanzó la ronda final. Finalizó séptimo en la fecha final en Homestead, resultando tercero en el campeonato por detrás de Kevin Harvick y Ryan Newman.
En 2015, la Copa NASCAR Hamlin ganó en Martinsville en la temporada regular, por lo que avanzó a la Caza. En la primera ronda empezó ganando en Chicago, pero quedó eliminado en la ronda siguiente. Terminó noveno en la tabla general con 14 top 5. En tanto que en la NASCAR Xfinity Series logró tres victorias en 11 carreras disputadas. El año siguiente, lo empezó ganando las 500 Millas de Daytona por 11 milésimas de segundos sobre Martin Truex Jr.; además cosechó dos victorias más en la temporada regular, para avanzar a la Caza, donde quedó eliminado en la tercera ronda. Al final, finalizó sexto con 12 top 5. Aparte, disputó dos carreras de la Xfinity Series, done obtuvo un triunfo y un segundo lugar.
En la Copa NASCAR 2017, Hamlin quedó eliminado en la tercera ronda, por lo que terminó sexto en la Copa NASCAR con dos victorias y 15 top 5. En tanto que obtuvo dos victorias en cuatro participaciones en la Xfinity Series. En 2018 Hamlin tuvo su primera temporada completa sin victorias en Copa NASCAR, logró 10 top 5, y finalizó undécimo en la tabla de pilotos.
Hamlin mejoró su rendimiento en la temporada 2019, obteniendo seis triunfos, destacando las 500 Millas de Daytona. Se clasificó para la carrera por el campeonato, pero finalizó décimo en la carrera y último entre los cuatro finalistas. En 2020, Hamlin triunfó en siete carrera, incluyendo su tercera 500 Millas de Daytona, y llegó 18 veces entre los cinco primeros. Se clasficó para la carrera por el título, en la que finalizó cuarto, quedando por detrás de los otros tres contendientes por el campeonato.
En 2021, obtuvo su primera victoria en la primera fecha de la postemporada, las 500 Millas Sureñas. También ganó en Las Vegas y acumuló 19 top 5. En la carrera por el campeonato, Hamlin finalizó tercero, queando detrás de dos contendientes por el título, Kyle Larson y Martin Truex Jr.